# درسة (طائر)
دُرَّسَة هو جنس طير من فصيلة الدرسات، وهو طائر صغير ممتلئ  وفي مصر عدة أنواع منه:
- بلبل الشعير ازرق الرأس.
- العصفور المخطط.
- البلبل الصحراوي.
- بلبل الغابة
- من الأنواع الأمريكية الدرسة الزرقاء الداكنة ودرسة الجليد.

## أنواع
- درسة الغاب
- درسة الصخور
- درسة الصخر إفريقية
- درسة سوداء اللون
- درسة سوداء الراس
- درسة القمح
- درسة شامية
- درسة زرقاء اللون
- درسة صفراء
- درسة صدئية
- درسة صغيرة
- درسة الشعير
- درسة مخططة
- درسة منزلية
- درسة صفراء الصدر